# Rain In My Heart
『Rain In My Heart』（レイン・イン・マイ・ハート）は、日本のロックバンド、PERSONZの11枚目のオリジナルアルバムである。

## 収録曲
1. 21st Lovers
　（作詞：JILL / 作曲：渡邉貢）
2. River (ALBUM MIX)
　（作詞：JILL / 作曲：渡邉貢）
3. Dive!
　（作詞：JILL / 作曲：渡邉貢）
4. Fly Me To The Star
　（作詞：JILL / 作曲：渡邉貢）
5. Faraway, So Close
　（作詞：JILL / 作曲：渡邉貢）
6. Babylon Baby
　（作詞：JILL / 作曲：渡邉貢）
7. Remember Me
　（作詞：JILL / 作曲：渡邉貢）
8. Only Day Star
　（作詞：JILL / 作曲：渡邉貢）
9. Afer The Rain
　（作詞：JILL / 作曲：渡邉貢）
10. 雨の化石
　（作詞：JILL / 作曲：渡邉貢）

## 品番
CD: TOCT-10210